# Aculepeira carbonarioides
Aculepeira carbonarioides là một loài nhện trong họ Araneidae. Chúng được Eugen von Keyserling miêu tả năm 1892.